# Jose Rapadas
Jose Ramirez Rapadas III (* 12. Juli 1972 in Tondo, Manila, Philippinen) ist ein philippinischer Geistlicher und römisch-katholischer Bischof von Iligan.

## Leben
Jose Rapadas studierte am Theologischen Seminar in Cagayan de Oro und erwarb anschließend an der Ateneo de Manila University das Lizenziat in Dogmatik. Am 19. Mai 1999 empfing er das Sakrament der Priesterweihe für das Bistum Ipil.
Nach der Priesterweihe war er neben verschiedenen Aufgaben in der Pfarrseelsorge von 1999 bis 2003 Kanzler der Diözesankurie und von 2000 bis 2007 Leiter der diözesanen Sozialpastoral. Anschließend war er Dozent am Theologischen Seminar in Cagayan de Oro und Verantwortlicher für die Katechisten sowie für Familie und Leben. Von 2011 bis 2017 war er Leiter des Seelsorgeamts, Rektor des Seminars in Ipil und Dozent am Athenäum in Zamboanga City. Seit 2017 war er Bischofsvikar für den Klerus und Pfarrer in Malangas.
Am 13. Juni 2019 ernannte ihn Papst Franziskus zum Bischof von Iligan. Der Bischof von Ipil, Julius Sullan Tonel, spendete ihm am 20. August desselben Jahres in der Kathedrale von Ipil die Bischofsweihe. Mitkonsekratoren waren der Bischof von Tagbilaran, Alberto Uy, und der Bischof von Malaybalay, José Araneta Cabantan. Die Amtseinführung im Bistum Iligan fand am 5. September 2019 statt.